# Airbrush

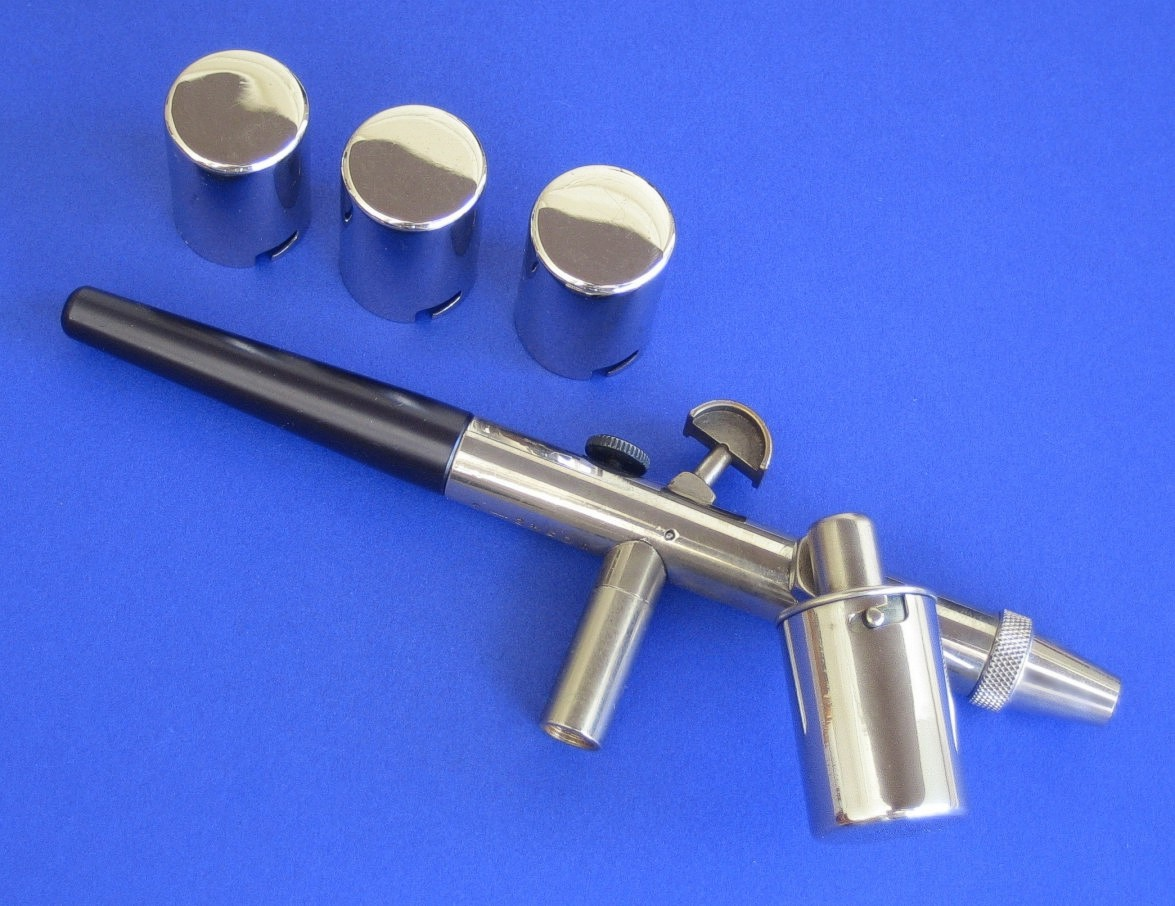
Airbrush

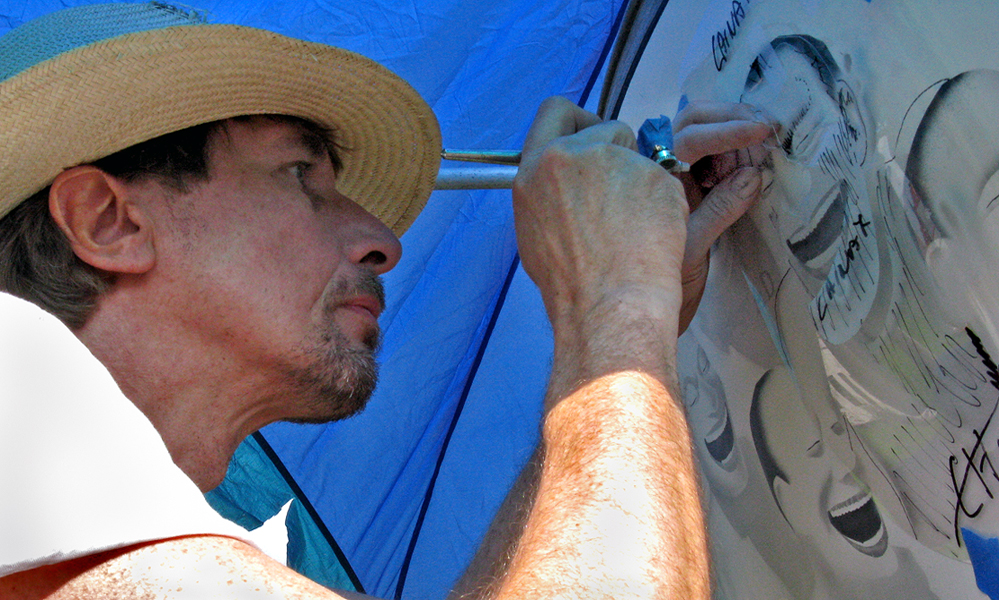
En Airbrush-konstnär dekorerar aktern på en båt.

En airbrush (tidigare även kallat luftpensel eller aerograf) är ett verktyg som man ofta använder för till exempel retuschering och speciell lackering, såsom motivlackering, på en blandad grupp arbetsstycken. Airbrushen drivs, som namnet antyder, av tryckluft som pressas genom en manöverventil som reglerar färg/luft-blandningen. Färgen förvaras ofta i en glasburk som sitter monterad på airbrushens undersida med ett rör genom locket. När luftströmmen passerar rörets mynning sugs en viss del färg med och kommer till slut ut genom ett mycket fint munstycke. Strålen är i det närmaste dimliknande men träffareans utseende och egenskaper som täthet och bredd kan dels regleras med airbrushens manöverventil, hastigheten man rör på airbrushen i sidled och/eller höjdled samt avståndet till arbetsstycket.